# Vicenza Calcio
Vicenza Calcio este o echipă de fotbal din Vicenza, Veneto, care evoluează în Serie B, a doua ligă de fotbal din Italia. 

## Lotul actual
Din 10 septembrie 2012
| Nr. |         | Poziție | Jucător                       |
| --- | ------- | ------- | ----------------------------- |
| 1   | Italia  | P       | Carlo Pinsoglio               |
| 2   | Italia  | M       | Gianvito Misuraca             |
| 3   | Italia  | F       | Nicolò Brighenti              |
| 4   | Italia  | M       | Manuel Giandonato             |
| 5   | Italia  | F       | Daniele Martinelli (capitano) |
| 6   | Italia  | F       | Marco Pisano                  |
| 7   | Italia  | M       | Davide Gavazzi                |
| 8   | Italia  | M       | Mattia Mustacchio             |
| 9   | Senegal | A       | Youssou Lo                    |
| 10  | Italia  | A       | Stefano Giacomelli            |
| 11  | Italia  | A       | Pasquale Maiorino             |
| 12  | Italia  | P       | Achille Coser                 |
| 13  | Italia  | F       | Nicholas Giani                |
| 14  | Italia  | F       | Raffaele Imparato             |
| 15  | Italia  | A       | Mattia Minesso                |

| Nr. |         | Poziție | Jucător           |
| --- | ------- | ------- | ----------------- |
| 16  | Italia  | M       | Alex Pinardi      |
| 17  | Italia  | M       | Domenico Danti    |
| 18  | Italia  | F       | Alessandro Camisa |
| 19  | Franța  | A       | Dominique Malonga |
| 20  | Italia  | M       | Alessio Bruno     |
| 21  | Italia  | M       | Luca Castiglia    |
| 22  | Italia  | P       | Stefano Fortunato |
| 23  | Italia  | M       | Filippo Forò      |
| 24  | Italia  | M       | Nicola Rigoni     |
| 26  | Italia  | F       | Matteo Gentili    |
| 27  | Italia  | M       | Luca Di Matteo    |
| 28  | Italia  | A       | Gianvito Plasmati |
| 29  | Elveția | M       | Marco Padalino    |
| 30  | Italia  | M       | Franco Semioli    |
| 31  | Ungaria | F       | Zsolt Laczko      |

### Împrumutați la alte echipe
| Nr. |  | Poziție | Jucător |
| --- |  | ------- | ------- |

## Jucători notabili
| - Massimo Ambrosini - Roberto Baggio - Benito Carbone - Joachim Björklund - Francesco Coco - Ousmane Dabo - Domenico Di Carlo - Mohamed Kallon |  | - Marcelo Otero - Alessandro Pistone - Paolo Rossi - Luca Toni - Luis Vinicio - Romeo Menti - Lamberto Zauli - Massimo Margiotta |

### Jucătorii străini din istoria clubului
- 8  Brazilia: Chinesinho, José da Silva, Jeda, Marco Aurélio, Américo Murolo, Bruno Siciliano, Angelo B. Sormani, Luís Vinício
- 7  Argentina: Salvador Gualtieri, Nicolas Gorobsov, Gerardo Grighini, Francisco Lojacono, Julian David Magallanes, Santiago Vernazza, Walter Zunino
- 5  Ungaria: Egri Erbstein, István Horwart, Otto Krappan, Ferenc Molnár, Wilmas Wilhelm
- 5  Uruguay: Ricardo Canals, Héctor Demarco, Roberto Leopardi, Gustavo Méndez, Marcelo Otero
- 5  Croația: Dražen Brnčić, Stjepan Tomas, Goran Tomić, Dalibor Višković, Saša Bjelanović
- 3  Franța: Antoine Bonifaci, Ousmane Dabo, Julien Rantier
- 3  Portugalia: Ricardo Esteves, Vasco Faísca, Jorge Humberto Raggi
- 3  Serbia și Muntenegru : Vlada Avramov, Dražen Bolić, Almir Gegić
- 2  Anglia: Tony Marchi, Meachan
- 2  Suedia: Jan Aronsson, Joachim Björklund
- 1  Australia: Paul Okon
- 1  Belgia: Marco Ingrao
- 1  Camerun: Pierre Wome
- 1  Danemarca: Marc Nygaard
- 1  Ghana: Sadicki Abubakari
- 1  Grecia: Evangelos Nastos
- 1  Iugoslavia: Bora Kostić
- 1  Maroc: Oussama Essabr
- 1  Muntenegru: Ivan Fatić
- 1  Țările de Jos: Piet Kruiver
- 1  Paraguay: Julio González
- 1  România: Norberto Höfling
- 1  San Marino : Claudio Maiani
- 1  Sierra Leone: Mohamed Kallon
- 1  Spania: Luis Helguera
- 1  Statele Unite ale Americii: Armando Frigo
- 1  Elveția: Patrick Bettoni
- 1  Togo: Mohamed Kader
- 1  Uzbekistan: Ilyos Zeytulayev

## Antrenori notabili
- Fulvio Bernardini: 1951-53
- Béla Guttmann: 1955-56
- Renzo Ulivieri: 1979-80, 1991-94
- Tarcisio Burgnich: 1986-87
- Francesco Guidolin: 1994-98

## Sezoane jucate de Vicenza Calcio în campionatul Italiei
| Serie | Sezoane | Sezonul de debut | Ultimul sezon |
| ----- | ------- | ---------------- | ------------- |
| A     | 36      | 1910-1911        | 2000-2001     |
| B     | 32      | 1922-1923        | 2009-2010     |
| C     | 20      | 1926-1927        | 1992-1993     |
| D     | 2       | 1928-1929        | 1929-1930     |